# Émirat de Nekor
Pour les articles homonymes, voir Nekor.
710–1019
L'émirat de Nekor ou émirat de Şālihid (arabe : إمارة النكور)  (berbère : ⵜⴰⴳⵍⴷⵉⵜ ⵏ ⵏⴽⴽⵓⵔ Tageldit n Ennkor) est un émirat arabe centré dans la région du Rif de l'actuel Maroc, entre la mer Méditerranée et l'émirat Idrisside. Sa capitale est initialement située à Temsamane puis Nekor. La dynastie régnante se présente comme étant d'origine arabe himyarite selon Al-Bakri, ou de Nafza[Quoi ?], selon Al-Yaqubi.
L'émirat est fondé en 710 de notre ère par Salih I ibn Mansur grâce au soutien du califat. Sous sa direction, les tribus berbères (amazighes) locales adoptent l'islam. Sa dynastie, les Banū Şālih, règne ensuite sur la région jusqu'en 1015 environ.
Plusieurs entités politiques successives contrôlent le Rif entre les VIIIe et XIVe siècles. L'émirat de Nekor prend fin avec la destruction de sa capitale Nekor en 1080. La région est intégrée par la suite aux domaines des Almoravides, puis à ceux des Almohades et des Marīnides.
L'Émirat de Nekor (ou Nakūr) est le premier État autonome du Maghreb et le seul à adhérer exclusivement à l'islam sunnite. On ne sait pas grand-chose sur l'archéologie de la ville de Nekor en dehors des études de terrain et des fouilles mineures menées dans les années 1980. La ville possède ce qui pourrait avoir été une mosquée, un éventuel hammam ou bain public, et deux murs importants. Les céramiques découvertes ici comprennent des productions locales et d'autres qui montrent ses liens avec l'Ifrīqya et al-Andalus.

## Histoire

### Origine et fondation
Après la conquête musulmane du Maghreb, plusieurs officiers et soldats arabes s'installent dans la région et se partagent quelques terres dans les cantons et les provinces du Maghreb, dont Salih Ibn Mansour al-Himyari, un compagnon d'Oqba Ibn Nafi al-Fihri. Salih Ibn Mansour était un Arabe himyarite originaire du Yémen, et le fondateur de l'émirat de Nekor.
Il fonde la dynastie des Banū Şālih en 710 et règne jusqu'en 749. Son origine présumée sud-arabique est contestée par al-Ya'ķūbi, qui l'associe à la tribu berbère Nafzī dans son Kitab al-Buldan (en).
La relation entre la famille dirigeante de l'émirat Şālihid (Şāliņid) de Nekor et la structure tribale berbère locale en a fait un État à prédominance berbère, aligné sur les Omeyyades d'al-Andalus. Le calife omeyyade al-Walid Ier obtient le territoire grâce à l'iqṭāʿ, la pratique islamique de l'agriculture fiscale. Son fils 'Abd al-Malik a fait don de la région de Nekor aux Banū Şālih ibn Mansūr. La famille s'y installa et se marie avec la population locale berbère, qui finit par les reconnaître comme leurs émirs.
Selon la tradition rifaine, Şālih ibn Mansūr, ancêtre des Şālihids, s'établit à Tamsāmān sur la côte, où il convertit les groupes berbères locaux, les Ghumāra et les Şanhādja, à l'islam. Les nouveaux convertis deviennent bientôt apostats et détrônèrent Şālih, et prennent comme chef un certain Dāwūd al-Rundī al-Nafzī. Şālih est néanmoins rétabli sur le trône et à sa mort, son fils al-Mu'taşim lui succède. Plus tard, son petit-fils Sa'id ibn Idris ibn Şālih fonde en 760 ou 761 la ville de Nekor pour servir de capitale du petit État,. Le Madinat al-Nekor est situé sur les rives de la rivière Nekor dans une vallée alluviale des montagnes du Rif, à 25 km à l'intérieur des terres de la côte méditerranéenne. Sous la domination indriside, elle contrôle un territoire agricole qui atteint la plaine côtière près de l'actuelle Al-Hoceima. La ville prospère car elle se trouve sur des routes commerciales établies et sert d'entrepôt pour les marchandises expédiées de Fès et de Sijilmāsa dans le sud du Rif.

### Sac viking de Nekor
En 859, une importante expédition viking au long cours part pour l'Espagne. Ils tentent de débarquer en Galice et sont repoussés. Ils naviguent le long de la côte ouest de la péninsule et brûlent la mosquée d'Išbīliya (Séville), mais sont repoussés par une importante force musulmane avant d'entrer dans la Méditerranée par le détroit de Gibraltar et de brûler la mosquée d'al-Jazīrah (Algésiras), après quoi ils se dirigent vers le sud jusqu'à Nekor et pillent la ville pendant huit jours. Ils affrontent et battent une force musulmane qui tente de les arrêter.
Nekor est entouré d'un mur de briques grossières qui entoure également des jardins et des vergers de grenadiers et de poiriers. La ville compte de nombreux marchés et boutiques, ainsi que des bains, une grande mosquée et un oratoire (muṣallā). Selon l'historien Ahmed Tahiri, elle abrite la plus ancienne structure urbaine datant de la période médiévale dans l'ouest du Maghreb, construite avec les premières méthodes de construction islamiques. Il considère l'invasion viking de 859 (Tahiri dit 858) et le sac de Nekor comme une ligne de démarcation dans son évolution urbaine, et que par la suite, l'architecture urbaine et rurale de la région est devenue plus défensive dans son orientation. La rivalité entre les califats fatimide et omeyyade a stimulé le développement d'une nouvelle configuration architecturale dans la ville.

### L'Andalousie et les Salihides
Les troupes fatimides pillent Nekor à deux reprises, en 917 et en 934. Selon JD Latham, 'Abd al-Rahman III, le calife omeyyade de Qurṭuba (Cordoue), s'inquiète du prestige croissant des Faţimides dans le Rīf, cette région dangereusement proche d'al-Andalus. En 927, il commence sa politique d'expansion défensive en occupant Malīlya (Melilla) et en 928-929, il a ouvert des négociations avec les Idrīsides. En représailles, Musa ibn Abi'l-Afiya attaque et vainc le vassal des Omeyyades, al-Mu'ayyad, le souverain Şālihid (Şāliņid) de Nakūr, situé entre Malīlya (Melilla) et Tiṭwān (Tétouan). Les troupes de Mūsā, un chef berbère de la tribu Miknasa assiègent, pillent et brûlent Nekor en 931. Avec une flotte de quarante navires, les Omeyyades lancent un assaut naval depuis Ceuta contre Nekor et son port, al-Mazamma, et attaquent Nekor, dévastant la ville qui est garnie de trois mille hommes.
Al-Bakrī affirme que plusieurs ports du Rif marocain dans l'émirat de Nekor – y compris Badia, Buquya et Bālish, le port de la confédération berbère Ṣanhāja (Aẓnag) – sont contrôlés par des tribus berbères. Ces communautés côtières se sont développées avec des populations mixtes d'origine berbère, arabe et andalouse (convertie ou mozarabe). Les Berbères sont taxés par les émirs Şāliņid et paient leurs impôts avec les revenus qu'ils gagnent en exploitant les ressources marines de la côte et en contrôlant ainsi son activité maritime.
Les Şālihids règnent sur Nekor et les tribus berbères environnantes jusqu'en 1015 environ, lorsque Ya'la ibn al-Fatuh de la tribu Azdaja, aujourd'hui éteinte, prend le contrôle de l'émirat. Ses descendants défendent la ville et maintiennent leur domination jusqu'à ce que la ville soit détruite en 1080-1081 pour la quatrième et dernière fois par le chef almoravide Yūsuf ibn Tāshfīn. Avec la destruction de la ville par les Almoravides, l'iqta'ou fief de Nekor, créé en 710 pour Şālih ibn Mansūr par al-Walīd ibn ʿAbd al-Malik, calife du califat omeyyade, cesse d'exister.

## Vois aussi
- Berghouata
- Maghrawa